# Яковенко Юрій Іванович
Юрій Іванович Яковенко (26 березня 1950) — український  учений в галузі соціології. Доктор соціологічних наук, професор. Академік АН ВШ України з 2007 р.

## Біографія
Народився в м. Києві. Закінчив механіко-математичний факультет КДУ ім. Т. Шевченка (1974). Технік, інженер Інституту кібернетики АН УРСР (1967–1974); молодший, старший науковий співробітник КПІ (1974–1977); старший інженер, молодший науковий, науковий, старший науковий співробітник, вчений секретар відділення соціології Інституту філософії АН УРСР (1977–1990); вчений секретар, докторант, провідний науковий співробітник Інституту соціології НАН України (1990–1997); завідувач кафедри галузевої соціології факультету соціології КНУ ім. Т. Шевченка (з 1997 р.). Кандидат філософських наук з 1984 р., тема дисертації — «Поштове опитування: досвід використання та шляхи вдосконалення»; доктор соціологічних наук з 1996 р., тема — «Проблема артефакту в соціології»; професор кафедри галузевої соціології з 2001 р.

## Наукова діяльність
Основні праці: «Почтовый опрос в социологическом исследовании» (1988, у співавт.); «Введение в социальную когнитологию» (1992, у співавт.); «Соціологія освіти: Навчальний посібник. Книга перша»  (2005, у співавт.); «Соціологія: Загальна та галузеві теорії» (2007, у співавт.). 
Підготував 5 докторів та 10 кандидатів наук. 
Член експертної ради ВАК України з філософських, політологічних та соціологічних наук (2000–2003). Член вчених рад факультету соціології та психології КНУ (1997–2007) та факультету соціології КНУ з 2007 року — член вченої ради Інституту соціології НАН України (1990–2005). Член фахової ради з менеджменту організацій ДАК України (1999–2003). Заступник голови науково-методичної ради із соціології МОН України з 1999 р. та її голова з 2007 року — член спеціалізованої вченої ради в КНУ  ім. Т. Шевченка з 1999 р. та її голова з 2003 р.
Член Президії Українського біографічного товариства з 1998 р. Академік Української академії політичних наук з 2001 р.; академік Академії Російської Федерації із соціальних технологій та місцевого самоврядування з 2006 року — член-кореспондент Української академії інформатики з 1992 року — член комісії по професійній етиці при Соціологічній  асоціації України (САУ, 1998–2006 рр.). Співголова дослідницького комітету САУ з соціології політики (2000–2007) та голова дослідницького комітету з питань логіки та методології соціології з 2007 р.

## Нагороди
Подяка ВАК України (2007). Відмінник освіти України (2001). Нагороджений Почесною Грамотою Верховної Ради України (2009), дипломом «Почесний член Соціологічної асоціації України» (2010), медаллю М. П. Драгоманова за особистий вагомий внесок у розвиток НПУ ім. М. П. Драгоманова (2010).
Академік-секретар відділення політології, соціології та права АН ВШ України, член Президії АН ВШ України з 2007 р.